# Sakoanala
Genre
Classification phylogénétique
Sakoanala est un genre de plantes à fleurs dicotylédones de la famille des Fabaceae, sous-famille des Faboideae, originaire de Madagascar, qui comprend deux espèces acceptées.

## Liste d'espèces
Selon The Plant List (11 novembre 2018) :
- Sakoanala madagascariensis R.Vig.
- Sakoanala villosa R.Vig.